# Chaetomium oblatum
Chaetomium oblatum är en svampart som beskrevs av Dreyfuss & Arx 1986. Chaetomium oblatum ingår i släktet Chaetomium och familjen Chaetomiaceae.   Inga underarter finns listade i Catalogue of Life.